# São José da Coroa Grande
São José da Coroa Grande is een gemeente in de Braziliaanse deelstaat Pernambuco. De gemeente telt 18.555 inwoners (schatting 2009).
De gemeente grenst aan Barreiros, de Atlantische Oceaan en de deelstaat Alagoas.